# 郤义
郤义，中国春秋時期晋国人物。郤氏，名义。郤豹之子，郤称、郤芮的弟弟。他的事迹不详，根据《世本》记载，他的儿子是步扬，步扬的儿子是郤犨、蒲城鹊居，蒲城鹊居的儿子是郤至。郤犨、郤至和郤錡在晋景公、晋厉公时代号称三郤。